# 야마모토 야스이치로
야마모토 야스이치로(일본어: 山本 泰一郎, 1961년 ~ )는 일본의 애니메이션 감독, 연출가, 애니메이터이다. 가나가와현 지가사키시 출생. 사이타마현 출신.

## 경력
1983년, 스튜디오 부메랑에 입사했으며, 애니메이터로 활약했다. 1991년엔 연출가였다. 《레드바론》에서는 사토 마사토와 함께 스토리보드 · 연출을 맡았다.(《명탐정 코난》에서도 두 사람은 참여했다.)
《명탐정 코난》에서는 방송 초기인 1996년부터 할동하였으며, 제 119화부터 제 332화까지 TV 시리즈의 감독을 담당하였다. 코다마 켄지의 하차를 받고 극장판 감독에 취임 한 것을 계기로, 스튜디오 부메랑에서 퇴사하게 된다. 8번째에서 14번째까지 담당한 후, 감독 시즈노 코분에 물려 15번째와 16번째 작품에서는 총감독, 17번째 작품에서는 감수를 담당했다. TV 시리즈도 스토리보드, 연출에 활동을 계속하였고, 2012년 제 667화부터 다시 감독으로 취임했다.